# Warzée
Warzée (en wallon Wårzêye) est une section de la commune belge d'Ouffet située en Région wallonne dans la province de Liège.
C'était une commune à part entière avant la fusion des communes de 1977.

## Géographie

### Situation
Le village est traversé par la route nationale 66 Huy-Hamoir entre les villages de Seny et d'Ouffet. Il avoisine aussi les villages d'Ellemelle et de Pair. Le village possède un seul hameau : Béemont

### Description
Warzée est un village du Condroz assez concentré autour de son église et formé à l'origine par plusieurs fermes. La partie ouest de la localité est dominée par un tige d'une altitude de 300 m (tige de Hody et tige de Pair). Une dizaine de rues se raccorde à la route nationale.

## Démographie
- Sources:INS, Rem:1831 jusqu'en 1970=recensements, 1976= nombre d'habitants au 31 décembre

## Liste des bourgmestres de 1830 à 1977
- Léon Philippe a été le dernier bourgmestre de Warzée avant la fusion des communes[1].

## Patrimoine et culture

### Patrimoine architectural
- L'église Saint-Martin datant de 1700 a connu d'importantes transformations en 1829 et 1879[2].
- Le château de Béemont.
- Plusieurs fermes construites à partir du XVIIe siècle  se situent au Tige de Hody.